# Hybovalgus yunnanus
Hybovalgus yunnanus är en skalbaggsart som beskrevs av Moser 1906. Hybovalgus yunnanus ingår i släktet Hybovalgus och familjen Cetoniidae. Inga underarter finns listade i Catalogue of Life.